# Giải đua ô tô Công thức 1 Malaysia 2011
Giải đua ô tô Công thức 1 Malaysia năm 2011 là chặng đua thứ hai của giải vô địch thế giới Công thức 1 năm 2011. Giải được tổ chức ngày 10 tháng 4 năm 2011, gồm 56 vòng đua với chiều dài gần 310,5 km. Người chiến thắng chặng này là đương kim vô địch thế giới Sebastian Vettel của đội đua Red Bull Racing, sau khi giành được quyền xuất phát ở vị trí đầu tiên. Jenson Button của McLaren về nhì và Nick Heidfeld của Renault về thứ ba.
Kết thúc cuộc đua, với chức vô địch thứ hai liên tiếp trong mùa đua 2011, Vettel nới rộng khoảng cách lên 24 điểm với tay đua xếp sau Button. Đồng đội của Button là Lewis Hamilton, người chỉ xếp thứ tám ở chặng đua này, kém Button 4 điểm trên bảng tổng sắp. Về thứ hạng các đội đua, với 37 điểm có được ở chặng này, Red Bull hơn đội xếp thứ nhì McLaren 24 điểm trên bảng xếp hạng, trong khi đó Ferrari với 12 điểm ít hơn McLaren xếp thứ ba.

## Vòng phân hạng
Đương kim vô địch Vettel tiếp tục giành được vị trí xuất phát đầu tiên sau vòng phân hạng, dù không thể hiện sự áp đảo như ở đường đua Úc trước đó. Khoảng cách giữa Vettel với tay đua xếp thứ hai ở vòng phân hạng cuối cùng chỉ còn là 0,1 giây chứ không phải 0,8 giây như chặng đua trước.
Vòng phân hạng đầu tiên phải tạm dừng khi xe của Buemi (Toro Rosso) gặp trục trặc. với nguyên nhân chưa được rõ . Massa về nhất vòng phân hạng đầu tiên và tất cả các tay đua đều vượt qua mốc 107% thời gian của Massa, do đó đầy đủ 24 tay đua tham dự chặng đua này.
Ở vòng phân hạng thứ hai Button là người về đầu. Schumacher dừng bước ở vòng phân hạng này khi chỉ xếp thứ 11.
Vòng phân hạng thứ ba diễn ra với 10 tay đua còn lại chia làm hai nhóm: các tay đua của Red Bull và McLaren chạy hai vòng tính giờ, trong khi các tay đua khác chỉ chạy một vòng với hi vọng tiết kiệm một bộ lốp cho cuộc đua.
Hamilton sớm thiết lập mốc thời gian với đúng 1 phút 35 giây, tiếp theo là hai tay đua Red Bull và Button. Bốn tay đua dẫn đầu tiếp tục chạy thêm vòng nữa nhằm cải thiện thành tích. Button vượt qua bản thân nhưng vẫn xếp thứ tư, tương tự là Webber yên vị thứ ba. Hamilton cũng giảm thời gian của chính mình, tưởng đã giành vị trí xuất phát đầu nhưng Vettel xuất sắc hơn, lập thời gian nhanh hơn Hamilton chỉ một phần mười giây. Với Vettel xuất phát đầu, tiếp theo là Hamilton, Webber, Button và Alonso, vị trí năm tay đua đầu không thay đổi so với Melbourne.
| TT                       | Số xe | Tay đua            | Đội đua              | Vòng 1   | Vòng 2   | Vòng 3   | Vị trí |
| ------------------------ | ----- | ------------------ | -------------------- | -------- | -------- | -------- | ------ |
| 1                        | 1     | Sebastian Vettel   | Red Bull-Renault     | 1:37.468 | 1:35.934 | 1:34.870 | 1      |
| 2                        | 3     | Lewis Hamilton     | McLaren-Mercedes     | 1:36.861 | 1:35.852 | 1:34.974 | 2      |
| 3                        | 2     | Mark Webber        | Red Bull-Renault     | 1:37.924 | 1:36.080 | 1:35.179 | 3      |
| 4                        | 4     | Jenson Button      | McLaren-Mercedes     | 1:37.033 | 1:35.569 | 1:35.200 | 4      |
| 5                        | 5     | Fernando Alonso    | Ferrari              | 1:36.897 | 1:36.320 | 1:35.802 | 5      |
| 6                        | 9     | Nick Heidfeld      | Renault              | 1:37.224 | 1:36.811 | 1:36.124 | 6      |
| 7                        | 6     | Felipe Massa       | Ferrari              | 1:36.744 | 1:36.557 | 1:36.251 | 7      |
| 8                        | 10    | Vitaly Petrov      | Renault              | 1:37.210 | 1:36.642 | 1:36.324 | 8      |
| 9                        | 8     | Nico Rosberg       | Mercedes             | 1:37.316 | 1:36.388 | 1:36.809 | 9      |
| 10                       | 16    | Kamui Kobayashi    | Sauber-Ferrari       | 1:36.994 | 1:36.691 | 1:36.820 | 10     |
| 11                       | 7     | Michael Schumacher | Mercedes             | 1:36.904 | 1:37.035 |          | 11     |
| 12                       | 18    | Sébastien Buemi    | Toro Rosso-Ferrari   | 1:37.693 | 1:37.160 |          | 12     |
| 13                       | 19    | Jaime Alguersuari  | Toro Rosso-Ferrari   | 1:37.677 | 1:37.347 |          | 13     |
| 14                       | 15    | Paul di Resta      | Force India-Mercedes | 1:38.045 | 1:37.370 |          | 14     |
| 15                       | 11    | Rubens Barrichello | Williams-Cosworth    | 1:38.163 | 1:37.496 |          | 15     |
| 16                       | 17    | Sergio Pérez       | Sauber-Ferrari       | 1:37.759 | 1:37.528 |          | 16     |
| 17                       | 14    | Adrian Sutil       | Force India-Mercedes | 1:37.693 | 1:37.593 |          | 17     |
| 18                       | 12    | Pastor Maldonado   | Williams-Cosworth    | 1:38.276 |          |          | 18     |
| 19                       | 20    | Heikki Kovalainen  | Lotus-Renault        | 1:38.645 |          |          | 19     |
| 20                       | 21    | Jarno Trulli       | Lotus-Renault        | 1:38.791 |          |          | 20     |
| 21                       | 24    | Timo Glock         | Virgin-Cosworth      | 1:40.648 |          |          | 21     |
| 22                       | 25    | Jérôme d'Ambrosio  | Virgin-Cosworth      | 1:41.001 |          |          | 22     |
| 23                       | 23    | Vitantonio Liuzzi  | HRT-Cosworth         | 1:41.549 |          |          | 23     |
| 24                       | 22    | Narain Karthikeyan | HRT-Cosworth         | 1:42.574 |          |          | 24     |
| 107% thời gian: 1:43.516 |       |                    |                      |          |          |          |        |

## Vòng đua chính
| TT | Số xe | Tay đua            | Đội đua              | Số vòng hoàn thành | Thời gian/ Lý do bỏ cuộc | Vị trí xuất phát | Điểm |
| -- | ----- | ------------------ | -------------------- | ------------------ | ------------------------ | ---------------- | ---- |
| 1  | 1     | Sebastian Vettel   | Red Bull-Renault     | 56                 | 1:37:39.832              | 1                | 25   |
| 2  | 4     | Jenson Button      | McLaren-Mercedes     | 56                 | +3.261                   | 4                | 18   |
| 3  | 9     | Nick Heidfeld      | Renault              | 56                 | +25.075                  | 6                | 15   |
| 4  | 2     | Mark Webber        | Red Bull-Renault     | 56                 | +26.384                  | 3                | 12   |
| 5  | 6     | Felipe Massa       | Ferrari              | 56                 | +36.958                  | 7                | 10   |
| 6  | 5     | Fernando Alonso    | Ferrari              | 56                 | +57.2481                 | 5                | 8    |
| 7  | 16    | Kamui Kobayashi    | Sauber-Ferrari       | 56                 | +1:06.439                | 10               | 6    |
| 8  | 3     | Lewis Hamilton     | McLaren-Mercedes     | 56                 | +1:09.9572               | 2                | 4    |
| 9  | 7     | Michael Schumacher | Mercedes             | 56                 | +1:24.896                | 11               | 2    |
| 10 | 15    | Paul di Resta      | Force India-Mercedes | 56                 | +1:31.563                | 14               | 1    |
| 11 | 14    | Adrian Sutil       | Force India-Mercedes | 56                 | +1:41.379                | 17               |      |
| 12 | 8     | Nico Rosberg       | Mercedes             | 55                 | +1 vòng                  | 9                |      |
| 13 | 18    | Sébastien Buemi    | Toro Rosso-Ferrari   | 55                 | +1 vòng                  | 12               |      |
| 14 | 19    | Jaime Alguersuari  | Toro Rosso-Ferrari   | 55                 | +1 vòng                  | 13               |      |
| 15 | 20    | Heikki Kovalainen  | Lotus-Renault        | 55                 | +1 vòng                  | 19               |      |
| 16 | 24    | Timo Glock         | Virgin-Cosworth      | 54                 | +2 vòng                  | 21               |      |
| 17 | 10    | Vitaly Petrov      | Renault              | 52                 | Tai nạn                  | 8                |      |
| Bc | 23    | Vitantonio Liuzzi  | HRT-Cosworth         | 46                 | Bỏ cuộc3                 | 23               |      |
| Bc | 25    | Jérôme d'Ambrosio  | Virgin-Cosworth      | 42                 | Tai nạn                  | 22               |      |
| Bc | 21    | Jarno Trulli       | Lotus-Renault        | 31                 | Ly hợp                   | 20               |      |
| Bc | 17    | Sergio Pérez       | Sauber-Ferrari       | 23                 | Va chạm                  | 16               |      |
| Bc | 11    | Rubens Barrichello | Williams-Cosworth    | 22                 | Thủy lực                 | 15               |      |
| Bc | 22    | Narain Karthikeyan | HRT-Cosworth         | 14                 | Bỏ cuộc3                 | 24               |      |
| Bc | 12    | Pastor Maldonado   | Williams-Cosworth    | 8                  | Động cơ                  | 18               |      |

Chú thích
- Bc: bỏ cuộc

1. ^  – Alonso bị phạt 20 giây sau cuộc đua vì va chạm khi đang vượt Hamilton [2]. Án phạt này không làm tụt hạng của Alonso
2. ^  – Hamilton bị phạt 20 giây sau cuộc đua vì va chạm khi bị Alonso vượt qua [2]. Án phạt này làm Hamilton tụt một hạng, từ thứ bảy xuống thứ tám.
3. ^  – Đội đua Hispania của Karthikeyan và Liuzzi quyết định bỏ cuộc vì "lý do an toàn" [3]. Karthikeyan nhận thấy nhiệt độ nước tăng bất thường, trong khi đó xe Liuzzi cánh gió bị rung. Mặc dù chưa phát sinh ra các lỗi khác, đội đua quyết định cho hai tay đua bỏ cuộc, tránh tai nạn có thể xảy ra.

## Xếp hạng sau chặng đua
5 tay đua và 5 đội đua dẫn đầu
| TT | Tay đua          | Điểm |
| -- | ---------------- | ---- |
| 1  | Sebastian Vettel | 50   |
| 2  | Jenson Button    | 26   |
| 3  | Lewis Hamilton   | 22   |
| 4  | Mark Webber      | 22   |
| 5  | Fernando Alonso  | 20   |

| TT | Đội đua          | Điểm |
| -- | ---------------- | ---- |
| 1  | Red Bull–Renault | 72   |
| 2  | McLaren–Mercedes | 48   |
| 3  | Ferrari          | 36   |
| 4  | Renault          | 30   |
| 5  | Sauber-Ferrari   | 6    |